# Textricella mcfarlanei
Textricella mcfarlanei är en spindelart som beskrevs av Forster 1959. Textricella mcfarlanei ingår i släktet Textricella och familjen Micropholcommatidae. Inga underarter finns listade i Catalogue of Life.